# Tipula (Beringotipula) inclusa
Tipula (Beringotipula) inclusa is een tweevleugelige uit de familie langpootmuggen (Tipulidae). De soort komt voor in het Nearctisch gebied.